# Тівауан
Тівауан або Тіваван (фр. Tivaouane) — місто на заході Сенегалу, на території області Тієс. Адміністративний центр однойменного департаменту.

## Географія
Місто знаходиться в східній частині області, на відстані приблизно 67 кілометрів на схід-північно-схід (ENE) від столиці країни Дакар а. Абсолютна висота - 45 метрів над рівнем моря.

## Населення
За оціночними даними, на 2001щ чисельність населення міста становила 43 612 осіб.
Динаміка чисельності населення міста за роками:
| 1988   | 1 997  | 2001   | 2012   |
| ------ | ------ | ------ | ------ |
| 27 117 | 32 093 | 43 612 | 61 425 |

В етнічному складі населення переважають представники народу волоф.

## Економіка
Провідною галуззю економіки міста є виробництво арахісової пасти.